# Rue de Sèvres (maison d'édition)
Pour l’article homonyme, voir Rue de Sèvres.
Rue de Sèvres est une maison d'édition spécialisée dans la bande dessinée fondée par Louis Delas en 2013, dont le siège est situé à Paris au 11, rue de Sèvres. Elle fait partie du groupe de L'École des loisirs.

## Historique
Rue de Sèvres, filiale de L'École des loisirs (maison d'édition de littérature d'enfance et de jeunesse), est créée en 2013, lorsque Jean Delas cède sa place à la tête de l'entreprise familiale à son fils, Louis Delas, jusqu'alors directeur de Casterman. Ce dernier, convaincu de la nécessité pour la maison d'édition mère de s'ouvrir à d'autres genres, fonde cette branche spécialisée dans la publication de bandes dessinées : « L'École des loisirs pouvait, et devait, se développer. La bande dessinée est dans la continuité naturelle de l'édition jeunesse ».
Début septembre 2013, Rue de Sèvres publie ses premiers ouvrages. Parmi ceux-ci figure Une histoire d'hommes, un récit original de Zep, l'auteur de Titeuf. Le premier tirage de ce roman graphique, racontant les retrouvailles désabusées des anciens membres d'un groupe de rock, est de 115 000 exemplaires, dont 75 000 sont vendus un an plus tard. Sort également une œuvre inédite de Mari Yamazaki, Giacomo Foscari, dans un format plus grand que l'original et un sens de lecture occidental afin de s'adapter au public français.

## Ligne éditoriale
Louis Delas cherche à concentrer la publication sur un nombre réduit d'œuvres : 

« Nous avons des grands auteurs, comme Zep, mais aussi des auteurs de notoriété moyenne, de la BD jeunesse, de la BD ado-adultes, du tout public... Avec une volonté d’un programme limité : six titres à l'automne, vingt titres l'année prochaine, quarante à cinquante titres maximum, pas plus. »

Charlotte Moundlic, directrice artistique et responsable éditoriale, confirme la rigueur de la sélection : 

« On reçoit énormément de propositions, entre 5 et 10 projets par semaine. On lit tout attentivement et nous-mêmes, pas question de passer à côté d'un trésor. Mais on est très sélectifs. On rêverait de construire un catalogue à l'image de l'école des loisirs. Ce qu'on aimerait, c'est constituer un fonds, que nos livres deviennent des classiques. Un peu comme les albums ou les romans jeunesse de l'école des loisirs. »